# 助け人走る
『助け人走る』（たすけにんはしる）は1973年10月20日から1974年6月22日まで、朝日放送と松竹（京都映画撮影所、現・松竹撮影所）の共同製作で、TBSテレビ系（現在とネットワーク編成が異なる）で毎週土曜日 22:00 - 22:55に放送された時代劇。主演は田村高廣。全36話
必殺シリーズの第3作である。資料は佐賀潜の『清兵衛流極意 - 明治泥棒物語 -』。

## 概要
『必殺仕掛人』『必殺仕置人』の成功で『仕置人』の放送延長と『仕掛人』の続編を企画していたが『仕置人』の放映中に発生した 必殺仕置人殺人事件の影響を受けて、これらの予定が白紙となり、本作が制作された。仮題として『痛快! 助け人走る』『お助け人走る』などの案があり、作風はそれまでと異なり、一般的な時代劇の雰囲気が強調され、タイトルからも「必殺」の文字が外されている。そのため、当時の視聴者には本作が必殺シリーズの第3作であるとの認識が希薄だった。
本作は佐賀潜の『清兵衛流極意 - 明治泥棒物語 -』を原作としているが、引用されているのは「『幻の清兵衛』が盗賊時代の業を用いて難題を解決する」という点のみで、それ以外はほぼオリジナルの設定とストーリーで展開された。
当初は明るい作風であったが、第24話で必殺シリーズ初となるレギュラーの登場人物の殉職で助け人が解散する。これを機に、第25話以降は雰囲気が一変、奉行所の目を盗んで裏の仕事を行うというハードボイルド タッチの作風となった。
作風の変化について、プロデューサーの山内久司は「視聴率が良かった」「次回作の企画がなかなか決まらなかったために放送延長になった」と述べている。

### 概説
本作の「助け人」は表稼業の名称で元締が市井の人々から仕事を請け負い、「助け人」を派遣する口入屋であり、現代で言う所の日雇い派遣である。元締は手数料として請け負った額の一割を受け取る。
持ち込まれた仕事のうち、解決に非合法的な手段が必要なもの、公には出来ないものなどを裏の仕事として行う。裏仕事では前金（手付金）として五両。仕事完遂後に後金として、五両を受け取り、助け人に渡す。仕事に掛かった経費は元締が別途支払うが、仕事に失敗した場合は前金返納の上、経費は自己負担となる。
エンディング ナレーションは（裏の）助け人は一般的に「義賊」「世直し」と呼ばれ、総勢26人が存在したと語られる。
後の必殺シリーズのフォーマットとの相違点として
- 『仕掛人』と同じく、助け人が受け取る金額は仕事の内容（難易度など）によって差がつけられることがある。
- 元締を通さない仕事をしても厳しい制裁が課せられることは少ない。
- 最終的に悪人を殺すことは変わりないが最初は表稼業の範疇であったものが結果として、裏の仕事になることがある。例えば第1話の目的は女郎の足抜け、第3話の当初の目的は盗みであり、裏の仕事ではあるが殺しが目的ではなかった。

などがある。

## あらすじ
かつて「幻の清兵衛」と呼ばれた大盗賊の清兵衛は現在は大工を営みながら、助け屋稼業を行っていた。助け人は依頼があれば犬の世話、ゴミ拾い、どぶ掃除と、どんな仕事も請け負う口入れ屋で、そこで働く助け人の中にはその日暮らしの気ままな生活を送る、素浪人の中山文十郎と元・侍の辻平内がいた。
大の男がやるにはみっともないと妹のしのに呆れ返られる文十郎であったが、実は彼らは清兵衛から別口の仕事を受けていた。それは表沙汰にできない仕事、表では解決できない裏の仕事であった。
文十郎と平内はその腕っぷしの強さを生かして、表では解決できない仕事を「闇の助け人」として解決していく（第1話）。
文十郎と平内たちの前に島帰りの龍が突如現れた。彼は自分も裏の仕事をすることを宣言して、商売敵となる文十郎らへの挨拶と牽制を行う（第20話）。幾つかの出来事の後、龍は清兵衛の命を狙うが自らの未熟さを逆に思い知ることとなり、清兵衛の配下となる（第21話）。
助け人の裏稼業は頼み金の小判から足が付き、密偵の為吉が北町奉行所の与力　黒田に捕まる。黒田は無実の者でも拷問で痛め付けて手柄を得ようとする男で、助け人たちを執拗な捜査で追い込んでいく。文十郎たちは些細な罪状で牢屋に入れられてしまうが、為吉は拷問に耐え抜き、最後まで口を割らずに息絶えた。解き放ちとなった助け人たちは為吉の仇を討つことを決意。黒田と配下の同心たちを始末した後、清兵衛は裏稼業から身を引くことを決め、助け人稼業は事実上 解散する（第24話）。
清兵衛が為吉の墓標を弔う為に巡礼の旅に出た後、助け人は表稼業、裏稼業ともに奉行所の追及を逃れる為、表向きは店を閉めざるを得ず、文十郎たちは生活苦に見舞われる。
ある日、利吉が裏の仕事を持ち込む。龍は仕事を引き受けたが文十郎は為吉の死を思い出し、平内は別居中の妻と息子の事を考えて仕事を断る。その後、平内は奉行所に捕縛された事で妻から離縁され、自らが関わった頼み人の死を龍から聞いた文十郎は裏の仕事に復帰する決意をした（第25話）。
清兵衛が江戸に帰参して、文十郎らに仕事を持ち込む。それは大奥からお手付き中﨟のおちさを脱出させるという大仕事であった。助け人の意義を主張する文十郎と大物すぎる相手に難色を示す平内は対立する。
町方の目を盗んで計画を進めていたが将軍が逝去した為、脱出は不要となり、依頼は取り消される。
おちさは桜田御用屋敷に軟禁され、脱出幇助の依頼が助け人に再び持ち込まれる。大奥の思惑が絡む中で、文十郎たちはおちさの救出を強行。成功するが助け人たちは捕り方に包囲され、文十郎、平内、龍は大立回りを演じながら血路を切り開いて行く。やっとの思いで逃走のための舟のある場所まで辿り着いた所で、龍は自らが囮となることを申し出て、捕り方の集団に単身 立ち向かう。舟の上の清兵衛らが見守る中で、龍は死闘の末に重傷を負いながらも最後の技を決め、捕り方を道連れに川へ落ち、行方不明となる。
龍の犠牲で無事に江戸を脱した助け人たちは、これからの道を各々決める。文十郎は妹のしのを利吉に託して、待っていたお吉と共に夕陽の草原を旅立って行った（最終話）。

## 登場人物

### 助け人
中山文十郎
演 - 田村高廣
酒好きの素浪人で、平内からは「文さん」と呼ばれる。
明朗快活な性格で人当たりが良いが、流派は我流ながらも腕の立つ剣客である。妹のしのと共に長屋に住み、その日暮らしの生活を送る。
しのを溺愛しており、由緒正しい家に嫁ぐことを望んでいる為、男を近付けさせないでいるが妹思いが高じる余り、勝手に婚約させようとしたことがある（第3話）。
第2話で、高田馬場の決闘に加勢した中山安兵衛の似顔絵を見て、「どこかで見た顔だな」と述べている。
助け人崩壊後は困窮するが、しのの援助もあり、平内ほどは困らなかった。為吉の死が心に重く残り、当初は裏稼業への復帰を渋るが自ら招いた頼み人の死に責任を感じて、裏稼業を再開する。
第27話で、お吉のために大刀を売り払い、五両を用立てている。
利吉としのが恋仲であることを終盤まで知らされていなかったが最終話で、二人の関係を認め、しのを利吉に託して、待っていたお吉と共に旅立つ。
辻平内
演 - 中谷一郎
坊主頭の侍崩れで、陽気な人物。文十郎からは「平さん」と呼ばれる。
三度の飯より煙管が好きで標的を目の前にしながら傍にあった高級品の煙草に手を出したり、自分で煙草の葉を蒸して手作りしたり、街頭の珍しい煙草屋で楽しんでいた他、自分の部屋に数々の煙管を収集していた。
女にも目がなく、博打にも手を出すなど、根っからの享楽家。気ままな一人暮らしの一方で別居中の妻に毎月、八のつく日に生活費を送ることを約束しており、今も妻子のことを大事に思っている。八の日を迎え、金策に奔走するシーンがよく描写される。
少年時代、父親は飢えていた自分と母親の為に窃盗と殺人を犯して、島送りで行方知れずとなる。その後、辻家の婿養子に納まったが、武家社会に嫌気がさして出奔した過去を持つ。
助け人稼業崩壊後の終盤は仕事が全く無く、困窮して、妻からは辻家の恥として会うことを拒絶されてしまう。
文十郎とは表裏とも気の合う間柄だったが、最終話で大奥 中臈脱出の依頼を巡って対立する。大仕事の後、わだかまりを残したまま、一人で旅立った。
油紙の利吉
演 - 津坂匡章
清兵衛の配下で、助け人の密偵。
陽気でお調子者の男だが、仕事には忠実である。文十郎の妹のしのと密かに付き合っている。元々は清兵衛の配下の盗賊で、潜入の際などは盗賊時代に培った業を見せることがある。本人によると、盗賊歴は12年である。
助け人解散後は清兵衛が江戸を離れた為に裏稼業を任されており、依頼人との仲介人を務める。奉行所の監視下から巧みに逃れつつも文十郎たちに繋ぎを取り、仕事を依頼した。
殺しは基本的に行わないが、第25話では河豚鍋に毒を混入させて悪人を殺している。
出羽国本荘郡日吉村の出身で五歳の時に人買いに売られ、村に残った両親と二歳違いの兄と生き別れになった過去がある（第29話）。
最後の大仕事の後、文十郎にしのとの仲を認められ、しのと頼み人のおちさを連れて、旅立つ。
為吉
演 - 住吉正博
清兵衛の配下で、助け人の密偵。
利吉の盗賊時代からの弟分で奉行所に捕まって拷問で石を何段も積まれても口を割らなかった過去がある（第5話）。
生真面目な性格で私生活は謎に包まれていたが、第24話で妻子がいることが明かされる。裏の仕事に関わる者として、実の息子に自分が父親だとは明かさず「為（ため）のおじちゃん」と呼ばせていた。利吉と同様、元々は清兵衛の配下の盗賊であった。
第24話で奉行所に捕らえられ、苛烈な拷問を受けるが助け人稼業のことを決して明かさず、絶命する。
お吉
演 - 野川由美子
芸者で、助け人の密偵。
姉御肌で気風のいい性格。文十郎とは互いに好き合っているが喧嘩も多い。第5話で、助け人の裏の仕事を知り、以後は清兵衛に気に入られ、密偵となる。
彼女だけは第24話で助け人だと奉行所に割れなかった（第25話）。
最後の大仕事の後、一人で旅立とうとする文十郎を待ち伏せして、共に旅立つ。
島帰りの龍
演 - 宮内洋
第20話より登場。裏の仕事専門の一匹狼の青年。島流しから戻ってきた男で江戸に帰ってきて、早々に裏稼業としての「助け人」を始める。
他者の助けを借りようとせず、当初は清兵衛達に喧嘩を売るに近い形で顔を見せるが、清兵衛の気迫から裏稼業を行うに当たっての覚悟や未熟さを悟り、彼の配下となる。
助け人崩壊後は困窮した文十郎や平内とは異なり、生活はさほど変わらなかったようで賭場に出入りしていたが神社の床下で寝泊まりしており、泊めてもらおうと思った平内は考え直している。
最後の大仕事で清兵衛たちを逃がすために囮となり、大勢の捕り方を迎え撃ち、満身創痍になりながらも最後は橋の上から川に落ち、行方不明となる。
中山しの
演 - 佐野厚子
文十郎の妹で、普段は茶屋で働いている。
兄思いだが、何かと自分に干渉しようとしてくる点については反発している。
文十郎の裏の仕事を知らず、助け人の表の仕事をする兄を情けなく頼り無いと愚痴をこぼす。裏の仕事に出向こうとする兄に不審を抱いたりしていたが為吉の捕縛で奉行所からの追及を受けた際に、文十郎から真実を聞かされる。以後は彼女も裏の仕事を繋ぎ役として手伝うようになる。
最終話で、利吉との仲を文十郎から認められ、兄と別れ、利吉と共に旅立つ。
清兵衛
演 - 山村聡
助け人の元締。表稼業では口入屋を営む人当たりの良い初老の男。
裏の「助け人」の元締として、文十郎と平内に裏の人助けと殺しを依頼する。かつては「幻の清兵衛」と呼ばれた大盗賊で現在は足を洗っているが、裏世界の人間との交友関係は広い。
自らは原則として動かないが情報収集を行い、裏の仕事の先陣を切ることがある。場合によっては例外的に殺しを行っている。
第24話で、奉行所に捕まった為吉のために奔走するが彼を救うことはできず、為吉の死に責任を感じて、裏稼業から身を引く。店は利吉に任せ、為吉の故郷に遺骨を届ける為、巡礼の旅に出る。
その後は江戸近郊の山奥の小屋で仏像を彫っていたが偶然に出会った侍の頼みで、一時的に江戸に戻る（第33話）。最終話で、大奥に絡む裏の仕事を文十郎たちに持ち込む。

### その他
辻綾
演 - 小山明子
平内の妻。
辻家の子女で、辻家の体面を重んじる。出奔した平内には毎月、八の日に養育費名目の金を払わせ、それが無い時は自ら赴いて取り立てる。息子の新吾に様々な稽古事をさせて、平内から得た金はこれに注ぎ込んでいる。
平内を頼りが無いと軽んじる一方で、今も彼を愛していると思われる描写がある。助け人崩壊後は実際の内容如何にかかわらず、奉行所の取り調べを受けたことで辻家の汚点として関係を絶縁する。
弓坂の庄八
演 - 伊吹新吾、有川正治
岡っ引き。
助け人崩壊後、奉行所の監視下に置かれた文十郎らに牽制を掛ける人物。文十郎らに高圧的な態度で接して、時には難癖を付けたりする。最終話で利吉の後を付けて、助け人の隠れ家を突き止めるが清兵衛の投げたノミを胸に受けて絶命した。
中村主水
演 - 藤田まこと
北町奉行所の定町廻り同心。前作『必殺仕置人』の登場人物で、第12話に登場した。
清兵衛らの裏の仕事を嗅ぎ付けて、自分も一口乗せるように脅迫した為、文十郎に狙われる。一刀を交えた、お互いの実力は拮抗していたが清兵衛は相討ちを避けて、裏稼業を見逃す代わりに盗賊一味を捕縛するお膳立てを提案されて了承。十手術で盗賊を捕らえることに成功した。

### ゲスト
第1話 「女郎大脱走」
- 丁字屋惣兵ヱ - 内田朝雄
- 仁造 - 草薙幸二郎
- さと - 片山真由美
- きよ - 梶三和子
- お仙 - 正司照江
- 町人 - 田渕岩夫
- 沖 - 阿木吾郎
- 伝八 - 家野繁次
- 雁十 - 野崎善彦
- 善六 - 柳原久仁夫
- 助十 - 出水憲司
- 常吉 - 重久剛
- お六 - 松井加容子
- かね - 双葉弘子
- かん - 太田優子
- 花魁 - 花柳陽要
- 花魁 - 司京子

第2話 「仇討大殺陣」
- 大田原帯刀 - 志村喬
- 田島主水亟 - 渥美国泰
- 三宅備後守忠康 - 北村総一郎
- 間垣玄斉 - 千葉敏郎
- 松田 - 田畑猛雄
- 三宅 - 梶本潔
- 村上 - 島米八
- 飯塚 - 北野拓也
- 又七 - 西田良
- おまん - 三浦徳子
- 稲葉与一郎 - 西真琴
- 稲葉与二郎 - 杉山光宏
- 吉川 - 宮川龍児
- 瀬島 - 真田実
- 河野 - 三木昭八郎
- 安井 - 亀井賢二
- 森村 - 丸尾好広
- 佐藤 - 加藤伯明
- 菊地 - 山下勝玄
- 秋本 - 広田和彦
- 中沢 - 平井靖
- 平林 - 扇田喜久一
- 朝吉 - 山内八郎
- 与吉 - 原一平

第3話 「裏表大泥棒」
- 今戸の嘉平 - 石山健二郎
- 岩切半次郎 - 東野孝彦
- 志津 - 金井由美
- お秋 - 田坂都
- 大倉屋藤右衛門 - 高木均
- 巳之吉 - 植田峻
- 伊太八 - 志賀勝

第4話 「島抜大海原」
- 三左衛門 - 花沢徳衛
- おとせ - 高樹蓉子
- おりょう - 川崎あかね
- 治平 - 有馬昌彦
- 定吉 - 内田勝正
- 己之吉 - 根岸一正
- 喜太郎 - 陶隆
- 仙八 - 大橋壮多
- 六造 - 表淳夫

第5話 「御生命大切」
- 笹本虎之助 - 津川雅彦
- おこう - 弓恵子
- 小佐内圭介 - 池田秀一
- 太田新八 - 斉隠寺忠雄
- 伊東 - 浜伸二
- 関根 - 須永克彦
- 小山内行介 - 柳川清
- 山谷軍平 - 芦田鉄雄
- 大東又三郎 - 藤沢薫
- 山野 - 家野繁次
- 大崎 - 森内一夫
- 同心 田村 - 滝譲二
- 家老 武田 - 原聖四郎
- 門番 弥生平 - 西康一
- 用人 - 乃木年雄
- 門番 - 松田明
- 門番 - 亀井賢二
- 藩士 - 関真吾
- 藩士 - 井上茂
- 藩士 - 美樹博
- 仲間 - 下元年世
- 仲間 - 石沢健
- 仲間 - 千代田進一

第6話 「上意大悲恋」
- あずさ - 田島令子
- 津島小一郎 - 山本紀彦
- 矢崎主水 - 亀石征一郎
- 松平直康 - 岡崎二朗
- 古川主馬 - 秋元羊介
- 鶴代 - 三星東美

第7話 「営業大妨害」
- お浜 - 京唄子
- 富造 - 江幡高志
- 勘次 - 滝恵一
- お駒 - 森みつる
- 唐津屋喜平 - 西山嘉孝
- おくら - 小柳圭子

第8話 「女心大着服」
- おてい - 吉行和子
- 長次 - 寺田農
- 佐平 - 岩田直二
- 富小路検校 - 秋山勝俊
- 大沢孫兵衛 - 松山照夫
- 仁吉 - 山口幸生
- 竹七 - 佐々山洋一
- お北 - 山口朱美

第9話 「悲願大勝負」
- 玉井市左衛門 - 北沢彪
- 宗雲 - 神田隆
- お初 - 今出川西紀
- 烏丸卿 - 柳生博
- 仁科久重 - 谷口完
- 市岡佐渡 - 守田学哉
- 笹川了庵 - 西山辰夫
- 杵淵左内 - 千葉敏郎
- 宗慶 - 唐沢民賢
- 片島新兵衛 - 松本敏男

第10話 「水中大作戦」
- 村越重蔵 - 山本学
- 弦之助 - 杉山光宏
- みの - 有沢正子
- 三浦右京亮高久 - 城所英夫
- 堂島 - 市原清彦
- 和田 - 浜伸二

第11話 「落選大多数」
- おくに - 赤座美代子
- 岩間山城守 - 藤岡重慶
- 喜八 - 藤木敬士
- 弥助 - 高品格
- 寺田孫八 - 小田部通麿
- 嶋中伊蔵 - 玉生司朗
- 村田勘四郎 - 田中弘史

第12話 「同心大疑惑」
- 長次 - 早川純一
- 音吉 - 浜田晃
- 夜走りの参蔵 - 長谷川弘
- 仁助 - 美樹博
- 番頭 - 乃木年雄
- 煙草屋の親爺 - 藤川準
- 長屋の女 - 木下サヨ子
- 長屋の女 - 藤川有里
- 配下 - 丸尾好広（2回目）
- およう - 紀比呂子

第13話 「生活大破滅」
- 小堀三郎太 - 小林昭二
- おみね - 谷口香
- 和泉屋平造 - 浜田寅彦
- みすず - 緑魔子
- 飯島 - 加藤和夫
- 半次郎 - 中井啓輔
- 横山 - 永田光男
- 岡田 - 出水憲司（2回目）
- 袖吉 - 松尾勝人

第14話 「被害大妄想」
- 中尾軍兵衛 - 河原崎次郎
- 中尾主膳 - 浜村純
- 堀田頼母 - 山岡徹也
- 内藤貢 - 斉隠寺忠雄
- お藤 - 志乃原良子
- 吉武兵馬 - 金井進二
- しのぶ - 三浦徳子
- 美代 - 川本美和

第15話 「悪党大修業」
- さそりの銀平 - 加藤嘉
- お軽 - 柴田美保子
- 弥助 - 小林芳宏
- 竜 - 大下哲也
- 瓦版売り - 大橋壮多（2回目）

第16話 「掏摸大一家」
- およう - 鮎川いづみ
- お島 - 白木万理
- 定吉 - 松山省二
- 仙八 - 加藤武
- 辰次 - 谷村昌彦
- お浜 - 正司歌江

第17話 「探索大成功」
- お松 - 入江若葉
- 兼吉 - 島田順司
- 次助 - 内田勝正
- 弥吉 - 三木豊
- さと - 山口朱美（2回目）
- 岩市 - 神戸瓢介
- 清六 - 古川ロック
- 舟木 - きくち英一
- 常八 - 森章二
- 弥吉 - 津山栄一

第18話 「放蕩大始末」
- 平八 - 遠藤太津朗
- 浦部伸吾 - 根岸一正
- お咲 - 松木聖
- 丈太郎 - 鈴木俊介
- 浦部辰蔵 - 池田忠夫
- 近藤数馬 - 三田村賢二
- 近藤重治郎 - 藤尾純
- 浦部とも - 近江輝子

第19話 「世情大不安」
- 高坂多聞 - 犬塚弘
- 片桐源次郎 - 木村元
- 三洲屋 - 伊達三郎
- 飯沼 - 出水憲司（3回目）
- 正岡 - 伴勇太郎

第20話 「邪恋大迷惑」
- 音羽の萬蔵 - 伊藤雄之助
- 磯矢新七 - 今井健二
- おさよ - 吉田日出子
- 仙八 - 中吉卓郎
- おみつ - 鎌田知佐

第21話 「心中大悲憤」
- 清造 - 美川陽一郎
- おすえ - 赤座美代子（2回目）
- 矢崎雄之助 - 山下洵一郎
- おわか - 笠原玲子
- おいね - 桃山みつる
- おくら - 小柳圭子
- 門井新八郎 - 浜伸二
- 吾平 - 北見唯一

第22話 「父子大相剋」
- 田原与左衛門 - 岡田英次
- 田原弥一郎 - 佐藤功
- 八洲屋 - 内田朝雄（2回目）
- 平三郎 - 石山律雄
- 茅乃 - 久野秀子
- 金子新兵衛 - 光枝明彦
- 斎藤孫七郎 - 田畑猛雄（2回目）
- たえ - 柴田和子
- 大野半兵衛 - 団巌
- 勘七 - 結城市朗
- 職人 - 松尾勝人（2回目）

第23話 「裏切大慕情」
- 橘一之進 - 伊藤孝雄
- ゆき - 珠めぐみ
- 美濃屋藤兵衛 - 渥美国泰（2回目）
- 石田無善 - 田中浩

第24話 「悲痛大解散」
- 黒田伝蔵 - 南原宏治
- おくに - 江夏夕子

第25話 「逃亡大商売」
- 弥平次 - 伊丹十三
- およね - 弓恵子
- 梶川要蔵 - 外山高士
- 半三 - 島米八（2回目）
- 丁次 - 芦沢次男
- 文字春 - 山口朱美（3回目）
- 夕立小僧（長吉） - 花岡秀樹

第26話 「凶運大見料」
- 慶雲堂 - 芦屋雁之助
- 多吉 - 前田吟
- おきぬ - 日色ともゑ
- 己之介 - 早川保
- 安 - 梅野泰靖
- おそで - 京春上
- 岩三 - 浜伸二（2回目）
- 喜助 - 市川男女之助

第27話 「江戸大暗黒」
- 大門の大五郎 - 多々良純
- おえい - 南風洋子
- 小官憲吾 - 遠藤征慈
- 日下部玄蕃 - 大下哲矢
- 香川 - 五味龍太郎
- 銀造 - 谷口完（2回目）
- 兵六 - 鈴木金哉
- 定助 - 古川ロック（2回目）
- 善兵衛 - 石浜祐次郎
- そば屋の娘 - 酒井靖乃
- 船大工 - 藤尾純
- 岩松 - 森章二（2回目）
- 女将 - 小柳圭子

第28話 「国替大精算」
- 銀蔵 - 山本麟一
- お香 - 小林千鶴子
- 加治俊八郎 - 小杉勇二
- 弥七 - 山本勝
- 庄八 - 有川正治
- 塚本 - 川浪公次郎
- 玄八 - 千葉敏郎
- 大八 - 山岡鋭次郎
- 利平 - 野口貴史
- 彦造 - 松尾勝人（3回目）

第29話 「地獄大搾取」
- 脇田重四郎 - 西本裕行
- ふさ - 八木孝子
- 駒吉 - 田口精一
- 浅太郎 - 大林丈史
- 鉄五郎 - 江幡高志（2回目）
- 旦那 - 汐路章
- 仙太 - 二瓶秀雄
- 老人 - 如月寛多
- 辰 - 唐沢民賢（2回目）
- はな - 一の瀬玲奈
- 伊三郎 - 玉生司郎
- 万蔵 - 多賀勝
- 加平 - 出水憲司（4回目）
- さき - 金子勝美
- 信助 - 松尾勝人（4回目）

第30話 「貸金大仕掛」
- 辰五郎 - 島田正吾
- おみよ - 池波志乃
- 唐津屋重兵衛 - 清水彰
- 斎藤頼母 - 田中春男
- 格三 - 原口剛
- お春 - 近江輝子
- 伝次 - 御影伸介
- 長作 - 東大路昌弘
- 大家 - 日高久
- 瓦版屋 - 松尾勝人（5回目）

第31話 「狂乱大決着」
- 別れ屋桃助 - 常田富士男
- 飯富盛介 - 戸浦六宏
- 沙登 - 和田幾子
- うど平 - 関山耕司
- まさかりの熊 - 三重街恒二
- ぬい - 那智映美
- 内儀 - 宇田あつみ
- お糸 - 明石螢子
- 旦那 - 古川ロック（3回目）
- 父親 - 山村弘三
- 母親 - 藤山嘉子
- 料亭の女 - 山口朱美（3回目）
- 茶屋のおかみ - 小柳圭子（3回目）
- 神官 - 北原将光
- 桑山 - 沖時男（2回目）
- 刀屋の主人 - 乃木年雄
- 瓦版売り - 千代田進一
- 代貸し - 森内一夫
- 岡っ引 - 平井靖（2回目）
- 町娘 - 小西美弥子

第32話 「偽善大往生」
- 備州屋善右衛門 - 加東大介
- 紋次 - 嵐圭史
- 外村半四郎 - 嵐芳夫
- 八重 - 伊藤るり子
- 格助 - 天野新士
- おみよ - 玉山由利子
- 勘吉 - 田畑猛雄（3回目）
- 貝塚彦兵衛 - 溝田繁
- 世話役 - 市川男女之助（2回目）
- おかみさん - 木下サヨ子
- おかみさん - 太田優子

第33話 「忠誠大心外」
- 日田つや - 松本留美
- 日田平之助 - 石山律雄
- 藍屋徳兵衛 - 稲葉義男
- 坂田源左衛門 - 外山高士（2回目）
- 佐々木兵衛 - 牧野義介
- 石坂 - 内田勝正（2回目）
- お染 - 原田あけみ
- 僧呂 - 南部彰三
- 侍 - 浜伸二

第34話 「必死大逃走」
- 諸口剛造 - 菅貫太郎
- 三平 - 嵐堪忍
- 坂出屋重助 - 城所英夫（2回目）
- つる - 進千賀子
- みね - 金井由美（2回目）
- 陣内 - 木村元（2回目）
- 佐助 - 石山政五郎
- 幸兵衛 - 石浜祐次郎（2回目）
- ちず - 宇田あつみ
- 女将 - 小柳圭子（3回目）

第35話 「危機大依頼」
- おきぬ - 南田洋子
- 正木三五郎 - 宮口二郎
- 市造 - 佐々木孝丸
- 軍平 - 堺左千夫
- 丹右衛門 - 原田力
- 岡場所の女 - 森みつる
- 刺客 - 伴勇太郎（2回目）

第36話 「解散大始末」
- 土屋主水正 - 渥美国泰（3回目）
- おみの - 市毛良枝
- おちさ - 小野恵子
- 浦尾 - 近江輝子
- 英心 - 三木みち
- 斎藤 - 田中弘史
- 山崎 - 波多野博
- おりょう - 双葉弘子
- おこと - 宇田あつみ
- おさき - 吉本真由美

## 殺し技
中山文十郎
剣の達人で、悪人を大刀で斬り倒す。とどめは「兜割り」と呼ばれる短刀で刺すことが多い。第4話では銛、第19話では平内の煙管を使用した。第27話で大刀を売り払った後は兜割りで斬り合うようになった。
大刀の代わりに「鉄心の大刀」と呼ばれる刀の形をした鉄棒で悪人の骨を折る事がある（第2、10、27、28話など）。
辻平内
煙管の吸い口に仕込んだ錐状の針で悪人の首筋、額、脳天、こめかみを突き刺す。第19話では文十郎の兜割りを使った。最終話では大刀を用いている。
登場回によって、象牙製の針（第1 - 3話）、細い針（第4 - 10話）、太い針（第11 - 36話）など、針の形状が微妙に異なる。
第10話では池の中で殺しを行なった為、煙管をシュノーケルのように使用した。
殺陣のシーンはBGM（「紫煙立ち上ぼる時」）と共に、平内の煙管の煙の登場から始まることが多い。
島帰りの龍
悪人を頭上へ担ぎ上げて、怪力で頭から地面に叩き落す。補助技として、空手を使用する。
後ろ脳天逆落とし（第20、21話）、岩で撲殺（第22話）、人体二つ折り（キャメルクラッチ、第29話）、ジャイアント スイング（第33話）の殺し技を使用した。最終話では大刀を用いている。
清兵衛
彫刻用のノミで悪人の首筋、額、心臓を突き刺す（第9、14、24、36話）。

## スタッフ
- 資料 - 佐賀潜「清兵衛流極意」
- プロデューサー - 山内久司、仲川利久（朝日放送）、櫻井洋三（松竹）
- 脚本 - 放送日程参照
- 音楽 - 平尾昌晃
- 監督 - 放送日程参照
- ナレーター - 山﨑努
- 制作協力 - 京都映画株式会社（現・株式会社松竹京都撮影所）
- 制作 - 朝日放送、松竹株式会社

## 主題歌
- 森本太郎とスーパースター「望郷の旅」[4]（日本コロムビア）
作詞：安井かずみ、作曲：平尾昌晃、編曲：竜崎孝路
必殺仕置人殺人事件への配慮から「歌詞の一節が過激な印象を与える」として、テレビ バージョンは一部変更された[5]。変更前の歌詞は挿入歌として、最終話のラストシーンのみ使用した。
第1話は映像が異なる。
本作の殺しのテーマ「紫煙立ち上る時」は本曲をアレンジしたものだが、冒頭部分は本曲に差し替えた編集バージョンが多用されている[5][注 21]。

## 放送日程
- サブタイトルのフォーマットは「大」を含む、漢字5文字。

| 話数   | 放送日         | サブタイトル | 脚本           | 監督     |
| ------ | -------------- | ------------ | -------------- | -------- |
| 第1話  | 1973年10月20日 | 女郎大脱走   | 野上龍雄       | 蔵原惟繕 |
| 第2話  | 10月27日       | 仇討大殺陣   | 國弘威雄       | 松野宏軌 |
| 第3話  | 11月03日       | 裏表大泥棒   | 安倍徹郎       | 三隅研次 |
| 第4話  | 11月10日       | 島抜大海原   | 國弘威雄       | 工藤栄一 |
| 第5話  | 11月17日       | 御生命大切   | 安倍徹郎       | 松本明   |
| 第6話  | 11月24日       | 上意大悲恋   | 國弘威雄       | 蔵原惟繕 |
| 第7話  | 12月01日       | 営業大妨害   | 野上龍雄       | 三隅研次 |
| 第8話  | 12月08日       | 女心大着服   | 野上龍雄       | 三隅研次 |
| 第9話  | 12月15日       | 悲願大勝負   | ジェームス三木 | 松野宏軌 |
| 第10話 | 12月22日       | 水中大作戦   | 猪又憲吾       | 松本明   |
| 第11話 | 12月29日       | 落選大多数   | 村尾昭         | 工藤栄一 |
| 第12話 | 1974年01月05日 | 同心大疑惑   | 安倍徹郎       | 三隅研次 |
| 第13話 | 1月12日        | 生活大破滅   | 國弘威雄       | 蔵原惟繕 |
| 第14話 | 1月19日        | 被害大妄想   | ジェームス三木 | 蔵原惟繕 |
| 第15話 | 1月26日        | 悪党大修業   | ジェームス三木 | 松野宏軌 |
| 第16話 | 2月02日        | 掏摸大一家   | 猪又憲吾       | 松本明   |
| 第17話 | 2月09日        | 探索大成功   | 押川国秋       | 松野宏軌 |
| 第18話 | 2月16日        | 放蕩大始末   | 安倍徹郎       | 田中徳三 |
| 第19話 | 2月23日        | 世情大不安   | 國弘威雄       | 田中徳三 |
| 第20話 | 3月02日        | 邪恋大迷惑   | 國弘威雄       | 松本明   |
| 第21話 | 3月09日        | 心中大悲憤   | 村尾昭         | 蔵原惟繕 |
| 第22話 | 3月16日        | 父子大相剋   | 押川国秋       | 蔵原惟繕 |
| 第23話 | 3月23日        | 裏切大慕情   | 石川孝人       | 田中徳三 |
| 第24話 | 3月30日        | 悲痛大解散   | 村尾昭         | 田中徳三 |
| 第25話 | 4月06日        | 逃亡大商売   | 野上龍雄       | 松野宏軌 |
| 第26話 | 4月13日        | 凶運大見料   | 猪又憲吾       | 松野宏軌 |
| 第27話 | 4月20日        | 江戸大暗黒   | 松原佳成       | 松野宏軌 |
| 第28話 | 4月27日        | 国替大精算   | 安倍徹郎       | 田中徳三 |
| 第29話 | 5月04日        | 地獄大搾取   | 國弘威雄       | 工藤栄一 |
| 第30話 | 5月11日        | 貸金大仕掛   | 松原佳成       | 工藤栄一 |
| 第31話 | 5月18日        | 狂乱大決着   | 松田司         | 田中徳三 |
| 第32話 | 5月25日        | 偽善大往生   | 猪又憲吾       | 松本明   |
| 第33話 | 6月01日        | 忠誠大心外   | 石川孝人       | 三隅研次 |
| 第34話 | 6月08日        | 必死大逃走   | 松原佳成       | 田中徳三 |
| 第35話 | 6月15日        | 危機大依頼   | 松田司         | 蔵原惟繕 |
| 第36話 | 6月22日        | 解散大始末   | 國弘威雄       | 蔵原惟繕 |

## ネット局
系列は放送当時のもの。
| 放送対象地域   | 放送局       | 系列                                 | 備考                                             |
| -------------- | ------------ | ------------------------------------ | ------------------------------------------------ |
| 近畿広域圏     | 朝日放送     | TBS系列                              | 制作局 現・朝日放送テレビ                        |
| 関東広域圏     | 東京放送     | TBS系列                              | 現・TBSテレビ                                    |
| 北海道         | 北海道放送   | TBS系列                              |                                                  |
| 青森県         | 青森テレビ   | NETテレビ系列 TBS系列                | [ 注 23 ]                                        |
| 岩手県         | 岩手放送     | TBS系列                              | 現・IBC岩手放送                                  |
| 宮城県         | 東北放送     | TBS系列                              |                                                  |
| 秋田県         | 秋田放送     | 日本テレビ系列                       |                                                  |
| 山形県         | 山形放送     | 日本テレビ系列                       |                                                  |
| 福島県         | 福島テレビ   | TBS系列 フジテレビ系列               |                                                  |
| 新潟県         | 新潟放送     | TBS系列                              |                                                  |
| 長野県         | 信越放送     | TBS系列                              |                                                  |
| 山梨県         | テレビ山梨   | TBS系列                              |                                                  |
| 富山県         | 富山テレビ   | フジテレビ系列                       |                                                  |
| 石川県         | 北陸放送     | TBS系列                              |                                                  |
| 福井県         | 福井テレビ   | フジテレビ系列                       |                                                  |
| 静岡県         | 静岡放送     | TBS系列                              |                                                  |
| 中京広域圏     | 中部日本放送 | TBS系列                              | 現・CBCテレビ                                    |
| 鳥取県・島根県 | 山陰放送     | TBS系列                              |                                                  |
| 岡山県         | 山陽放送     | TBS系列                              | 現・RSK山陽放送 当時の放送免許エリアは岡山県のみ |
| 広島県         | 中国放送     | TBS系列                              | [ 注 25 ]                                        |
| 山口県         | テレビ山口   | TBS系列 フジテレビ系列 NETテレビ系列 |                                                  |
| 徳島県         | 四国放送     | 日本テレビ系列                       |                                                  |
| 愛媛県         | 南海放送     | 日本テレビ系列                       |                                                  |
| 高知県         | テレビ高知   | TBS系列                              |                                                  |
| 福岡県         | RKB毎日放送  | TBS系列                              |                                                  |
| 長崎県         | 長崎放送     | TBS系列                              |                                                  |
| 熊本県         | 熊本放送     | TBS系列                              |                                                  |
| 大分県         | 大分放送     | TBS系列                              |                                                  |
| 宮崎県         | 宮崎放送     | TBS系列                              |                                                  |
| 鹿児島県       | 南日本放送   | TBS系列                              |                                                  |
| 沖縄県         | 琉球放送     | TBS系列                              |                                                  |